# Terry C. Johnston
Terry Conrad Johnston (Arkansas City, Kansas, 1. siječnja 1947. – 25. ožujka 2001.) bio je američki pisac vesternske fantastike s 31 romanom i više od 10 milijuna tiskanih knjiga.

## Životopis
Rođen je u Kansasu 1. siječnja 1947. Kao mladić putovao je i radio razne poslove zanimajući se za Divlji Zapad. Johnston je objavio prvi roman Carry the Wind 1982.
Preselio se blizu Billingsa u Montani i počeo pisati seriju romana o indijanskim ratovima seriju Plainsmen.
Johnstonove su najpoznatije knjige niz od devet povijesnih romana o razgranatoj trgovini krznom na Stjenjaku i njezinu kraju ispričanu kako je doživljava protagonist, Titus Scratch Bass. Umro je od raka debelog crijeva 25. ožujka 2001.